# Кніповичія кавказька
Кніповичія кавказька (Knipowitschia caucasica) — вид риби з родини Gobiidae. Поширена у Чорному, Азовському, Каспійському і Егейському морях (на захід від річки Аліакмон в Греції). Також був вселений до Аральського.